# Australian Gold Nugget
Gold Nugget, Australian Gold Nugget – złota australijska moneta bulionowa. Ma status legalnego środka płatniczego i jest bita z 24-karatowego złota.
Monety Australian Gold Nugget (ang. australijski złoty samorodek) bite są ze złota w australijskiej mennicy Perth Mint. Bite są monety zawierające 1/20 uncji trojańskiej (toz, z ang. troy ounce, jedna uncja zawiera 31,1035 g czystego złota), 1/10 uncji, 1/4 uncji, 1/2 uncji, 1 uncję, 2 uncje, 10 uncji oraz 1 kg czystego złota. Użyty do produkcji metal ma czystość 99,99%.
Emisje monet różnią się każdego roku, podobnie jak chińskie Złote Pandy, co podnosi ich walory kolekcjonerskie i jest rzadkością wśród monet bulionowych. Gold Nugget został wprowadzony w 1986 przez mennicę Gold Corporation, szerzej znaną jako The Perth Mint, będącą własnością rządu stanowego Australii Zachodniej. W latach 1986–1989 rewersy monet przedstawiały znane samorodki złota znalezione na terenie Australii, w 1989 rozpoczęto bicie monet z wizerunkiem różnych gatunków kangura, symbolu kontynentu. W 1991 wprowadzono monety o masie 2 uncji, 10 uncji i 1 kilograma.
Specjalna edycja monet została wybita z okazji wizyty królowej Elżbiety II w zachodniej Australii w 2011. Awers monety przedstawia popiersie królowej, na rewersie znajduje się kangur rudy. Największa moneta o masie 1012 kg ma prawie 80 cm średnicy i 12 cm grubości. 
Mennica w Perth dzierżyła rekord największej monety świata dzięki swej 10-kilogramowej monecie do 2007, gdy Royal Canadian Mint wybiła monetę o masie 100 kg. Wraz z emisją monety o zawartości tony złota, dziesięciokrotnie cięższą niż moneta kanadyjska, rekord znów należy do Australijczyków. Gold Nugget jest największą złotą monetą kiedykolwiek wybitą na świecie. Australijska moneta ma nominalną wartość 1 000 000 australijskich dolarów. Złoto w nim zawarte jest warte przeszło 50 mln dolarów australijskich i wielokrotnie przekracza wartość nominalną, jednak zniszczenie monety jako prawnego środka płatniczego jest nielegalne.
Monety o mniejszych nominałach są głównie wykorzystywane jako lokata kapitału (jako wygodniejsze od sztabek złota) oraz jako monety kolekcjonerskie.